# Isodiametra bajaensis
Isodiametra bajaensis är en plattmaskart som beskrevs av Hooge och Eppinger 2005. Isodiametra bajaensis ingår i släktet Isodiametra och familjen Isodiametridae. Inga underarter finns listade i Catalogue of Life.